# Classica di San Sebastián 2024
La Classica di San Sebastián 2024 (ufficialmente Donostia San Sebastian Klasikoa), quarantatreesima edizione della corsa e valevole come ventiseiesima prova dell'UCI World Tour 2024 categoria 1.UWT, si svolse il 10 agosto 2024 su un percorso di 236 km, con partenza e arrivo a San Sebastián, in Spagna. La vittoria fu appannaggio dello svizzero Marc Hirschi, il quale completò il percorso in 5h46'13", alla media di 40,901 km/h, precedendo il francese Julian Alaphilippe ed il belga Lennert Van Eetvelt.

## Squadre e corridori partecipanti
| N.      | Cod. | Squadra                         |
| ------- | ---- | ------------------------------- |
| 1-7     | SOQ  | Soudal Quick-Step               |
| 11-17   | UAD  | UAE Team Emirates               |
| 21-27   | EFE  | EF Education-EasyPost           |
| 31-37   | TBV  | Bahrain Victorious              |
| 41-47   | MOV  | Movistar Team                   |
| 51-56   | DAT  | Decathlon AG2R La Mondiale Team |
| 61-67   | TVL  | Team Visma-Lease a Bike         |
| 71-76   | DFP  | Team DSM-Firmenich PostNL       |
| 81-87   | LTK  | Lidl-Trek                       |
| 91-97   | EKP  | Equipo Kern Pharma              |
| 101-107 | AST  | Astana Qazaqstan Team           |
| 111-117 | IWA  | Intermarché-Wanty               |
| 121-127 | LTD  | Lotto Dstny                     |

| N.      | Cod. | Squadra                 |
| ------- | ---- | ----------------------- |
| 131-137 | IPT  | Israel-Premier Tech     |
| 141-147 | JAY  | Team Jayco AlUla        |
| 151-157 | COF  | Cofidis                 |
| 161-167 | RBH  | Red Bull-Bora-Hansgrohe |
| 171-177 | CJR  | Caja Rural-Seguros RGA  |
| 181-187 | GFC  | Groupama-FDJ            |
| 191-197 | EUS  | Euskaltel-Euskadi       |
| 201-207 | ADC  | Alpecin-Deceuninck      |
| 211-217 | ARK  | Arkéa-B&B Hotels        |
| 221-227 | IGD  | Ineos Grenadiers        |
| 231-237 | UXM  | Uno-X Mobility          |
| 241-247 | TEN  | TotalEnergies           |

## Ordine d'arrivo (Top 10)
| Pos. | Corridore           | Squadra | Tempo    |
| ---- | ------------------- | ------- | -------- |
| 1    | Marc Hirschi        | UAE     | 5h46'12" |
| 2    | Julian Alaphilippe  | Soudal  | s.t.     |
| 3    | Lennert Van Eetvelt | Lotto   | a 7"     |
| 4    | Kevin Vermaerke     | DSM     | a 17"    |
| 5    | Jhonatan Narváez    | Ineos   | a 25"    |
| 6    | Neilson Powless     | EF      | s.t.     |
| 7    | Patrick Konrad      | Lidl    | s.t.     |
| 8    | Michael Woods       | Israel  | s.t.     |
| 9    | Jan Christen        | UAE     | a 36"    |
| 10   | Brandon McNulty     | UAE     | a 37"    |